# Olympische Sommerspiele 1984/Teilnehmer (Tschad)
| Gelbes Symbol für Goldmedaillen mit stilisierten Olympischen Ringen | Graues Symbol für Silbermedaillen mit stilisierten Olympischen Ringen | Braundes Symbol für Bronzemedaillen mit stilisierten Olympischen Ringen |
| ------------------------------------------------------------------- | --------------------------------------------------------------------- | ----------------------------------------------------------------------- |
| —                                                                   | —                                                                     | —                                                                       |

Der Tschad nahm an den Olympischen Sommerspielen 1984 in Los Angeles, USA, mit einer Delegation von drei Sportlern (allesamt Männer) teil.

## Teilnehmer nach Sportarten

### Leichtathletik
- Issaka Hassane
400 Meter: Vorläufe

- Ousman Miangoto
800 Meter: Vorläufe

- Kémobé Djirmassal
Weitsprung: 17. Platz in der Qualifikation